# 'Ndrina Papalia
I Papalia sono una delle più pericolose e potenti 'ndrine calabresi e sono originari di Platì (RC). Radicatisi al nord Italia, in particolare nel sud di Milano, il loro regno è la città di Buccinasco. Sono alleati dei Barbaro, dei Sergi, dei Trimboli, tutti originari di Platì. La loro principale attività è il traffico di droga, cocaina e eroina, negli anni ottanta anche estorsioni. Ora gestiscono anche gli appalti e i subappalti nel campo dell'edilizia. Negli anni novanta con l'operazione Nord-Sud vengono arrestati i capibastone dei Papalia: i fratelli Rocco, Antonio e Domenico Papalia. Nell'hinterland milanese hanno influenza anche sui Comuni di Corsico, Cesano Boscone, Trezzano sul Naviglio, Gaggiano. Nel 2000 a Torino, viene arrestato Silvano Papalia per truffa aggravata e continuata, falsificazione di documenti e associazione a delinquere. Viene condannato a 6 anni di reclusione. Durante la detenzione viene inoltre indagato dalla Procura di Savona per associazione a delinquere di stampo mafioso, traffico internazionale di cocaina e aggressione a mano armata ai danni di un albanese che intendeva insediarsi nel territorio savonese. Prosciolto dalle prime due accuse per insufficienza di prove e scadenza termini, viene pero condannato a tre anni e mezzo di sorveglianza speciale per l'aggressione, grazie alle dichiarazioni di un collaboratore di giustizia.

## Storia

### Anni '70: La faida con gli zingari e l'inizio del periodo dei sequestri
I Papalia nascono come 'ndrina a Platì sotto l'egida dei Barbaro.
Il 9 ottobre 1976 Rocco Papalia uccide a Milano, fuori dalla discoteca Skylab, il nomade Giuseppe De Rosa. Il delitto viene poi risolto grazie a un'intercettazione tra due affiliati (Agostino Catanzariti e Michele Grillo) avvenuta nell'indagine Platino del 2012.
Da quel momento il controllo dell'area tra Buccinasco, Corsico e Trezzano sul Naviglio, nel sud di Milano, è in mano alle 'ndrine.

### Anni '80: il traffico di eroina  e la Duomo Connection
- Nel 1985 in uno scantinato di via Lamarmora a Milano si svolse un incontro tra i Sergi e i Papalia per il controllo dell'eroina. Partecipò all'incontro anche Domenico Papalia che riuscì a portare le due 'ndrine a un accordo ed evitare la faida. Domenico e Antonio Papalia sono in carcere col 41-bis rispettivamente a Roma e a Cuneo. Quest'ultimo nonostante in carcere è il referente della 'Ndrangheta al nord. Nel 1988 viene sequestrato a Pavia lo studente Cesare Casella.[7]
- Nel 1989 Antonio Papalia viene arrestato nell'operazione Duomo Connection contro il traffico di droga.

### Anni '90: le indagini della magistratura e la reggenza della Lombardia
- Il 21 maggio del 1993 ai Papalia furono sequestrati a Buccinasco beni del valore di 100-150 miliardi di lire (50-75 milioni di euro), tanto che i beni di Domenico, Rocco e Antonio Papalia si trovarono al primo posto nella classifica Eurispes sui patrimoni mafiosi.[8] Nel 1995 durante il processo Nord-Sud il pentito Saverio Morabito ricorda, riferendosi al traffico di sostanze stupefacenti negli anni ottanta: "Vendevamo droga con una tranquillità incredibile. Era come un lavoro, i nostri uffici erano i bar".[9] La villa di Antonio Papalia in via Fratelli Rosselli nel 2006 verrà adibita a sede della Croce Rossa.[10] Inoltre Morabito rivela che il governo libico voleva assoldare un gruppo di fuoco tra 'ndrangheta e Cosa Nostra per uccidere alcuni oppositori del regime in Egitto, Stati Uniti e Regno Unito.[11]
- Nel 1996 il sostituto procuratore della Direzione Nazionale Antimafia, Vincenzo Macrì, stima il valore dei ricavi quotidiani della 'ndrangheta milanese in 400 milioni di lire.[12]
- Il 7 giugno del 1997 è resa nota la decisione del Tribunale di Milano di confiscare ai Papalia beni per 4 miliardi di lire.[13]

### Anni 2000 - Le operazioni Cerberus e Parco Sud
- Il 12 novembre 2002, vengono arrestati Michele e Caterina Papalia nell'operazione Marine per il condizionamento mafioso della gestione del comune di Platì insieme alle famiglie Barbaro, Sergi, Perre. In quell'operazione fu anche scoperto un bunker costruito con i soldi del comune.[10]
- Il 6 luglio 2007 viene catturato a Buccinasco un latitante del clan Papalia, Francesco Tropiano, condannato in primo grado a 13 anni di reclusione per associazione per delinquere finalizzata al traffico di stupefacenti.[14]
- L'11 maggio 2007 è stato arrestato Rocco Zinghini a Milano insieme ad altre 40 persone per traffico di stupefacenti. Importava 50 kg di cocaina al mese. Si è così conclusa un'indagine partita da una rapina in banca del 2004 per finanziare il traffico di droga. Zinghini secondo gli investigatori è legato alla cosca dei Papalia.
- Il 10 luglio 2008 nell'operazione Cerberus della Guardia di Finanza vengono arrestati Domenico Barbaro, 71 anni detto l'australiano, i figli Salvatore e Rosario Barbaro, Pasquale Papalia (figlio di Antonio Papalia), Mario Miceli (era in carcere per rapina e sarebbe uscito oggi), Maurizio De Luna, Maurizio Luraghi e Giuliana Persegoni.[15][16] Tutti gli arrestati ricevevano ordini dai capibastone in carcere al 41-bis Domenico, Rocco e Antonio Papalia. Controllavano il settore edile a Buccinasco, Corsico e Pogliano Milanese.[17][18][19]
- Il 27 febbraio 2009 il tribunale di Milano condanna a sei anni di reclusione Pasquale Papalia, figlio di Antonio.[20][21]
- Il 19 maggio 2009 in Lombardia vengono arrestati esponenti delle 'ndrine Barbaro-Papalia per aver preso il denaro di mutui in modo illecito. L'organizzazione faceva capo a Giuseppe Pangallo di Platì e sembrerebbe abbia guadagnato dalle sue azioni fino a 800 000 euro.[22]
- Il 3 novembre 2009 nell'operazione Parco Sud dei Carabinieri e della Guardia di Finanza vengono eseguiti 17 arresti nel milanese. Coinvolto anche Domenico Barbaro detto l'australiano già in carcere, come i figli Domenico, Rosario e Salvatore. Arrestati anche imprenditori edili, tra cui Fortunato Startati che proteggeva la latitanza di Paolo Sergi. Questa operazione viene a seguito dell'operazione Cerberus del 2008 e conferma l'operatività della cosca nei comuni di Assago, Corsico, Buccinasco e Trezzano sul Naviglio. Nell'operazione sono stati sequestrati beni del valore di 5 milioni di euro.[23][24][25]

### Anni 2010 - Il rilascio di Rocco Papalia
- Il 22 febbraio 2010 vengono arrestati Tiziano Butturini, ex sindaco del PD di Trezzano sul Naviglio, in provincia di Milano e presidente di Tasm di Amiacque, aziende pubbliche per la gestione di risorse idriche, Michele Iannuzzi, consigliere comunale del PdL e Andrea Madaffari proprietario dell'impresa immobiliare Kreiamo vicini ai Barbaro-Papalia, quest'ultimo già arrestato nell'operazione Parco Sud del 3 novembre 2009, insieme a Domenico Barbaro e ai suoi due figli, Salvatore e Rosario. Sono accusati di corruzione in campo edilizio.[26][27]
- L'8 gennaio 2014 si conclude l'operazione Platino della DIA con 10 ordinanze di custodia cautelare tra Milano e Reggio Calabria a presunti affiliati ai Barbaro-Papalia accusati di estorsione e traffico di droga, controllavano anche i servizi di sicurezza di alcuni locali milanesi. Viene riaperta un'indagine sull'omicidio del nomade Giuseppe De Rosa, ucciso il 9 ottobre 1976 in una rissa nella discoteca Skylab conseguenza di un'altra rissa verificatasi la sera prima alla discoteca Parco delle Rose (attuale Borgo-Karma) tra alcuni nomadi e alcuni e un certo calabrese Nino Cerra. Il responsabile della morte sarebbe l'ex capo-locale Rocco Papalia, che ai tempi fu prosciolto da ogni accusa.[28][29][30]
- Il 14 gennaio 2014 si conclude a Milano, l'operazione Tamburo, iniziata nel 2009 che ha portato all'arresto per traffico di droga di 13 persone, presunte affiliate ai Mancuso, Barbaro-Papalia e agli Ursino-Macrì. Gli arrestati erano residenti a Cesano Boscone e Cisliano.[31][32]
- Il 6 maggio 2017, dopo aver scontato la sua pena, viene scarcerato Rocco Papalia, detto nginu.[6]
- Il 23 gennaio 2018 si conclude un'operazione della Guardia di Finanza cominciata nel 2013 che blocca un traffico di droga tra la Colombia e i paesi di Corsico, Assago, Buccinasco e Trezzano sul Naviglio riconducibile ai Barbaro-Papalia.[33][34]
- Il 9 luglio 2018 viene fatto chiudere il bar Pancaffè di Via Ludovico il Moro a Milano di Adriana Feletti, moglie di Rocco Papalia a causa di "proprietà strettamente riconducibile ad esso"; immediato sarà il ricorso al TAR.[35]
- Il 23 ottobre 2018 si conclude un'operazione dei carabinieri di Corsico contro il traffico di droga da Milano e Como con cui vengono arrestate 14 persone. Sarebbe stato messo in piedi uno spaccio di cocaina affidato ai marocchini da 4 fratelli dei Barbaro-Papalia.[36]

### Anni 2020 - Le operazioni di oggi
- Il 9 giugno 2020 si conclude l'operazione Freeland che porta all'arresto di 20 persone affiliate o facenti riferimento alle 'ndrine degli Italiano-Papalia, Barbaro-Papalia e Alvaro-Macrì-Violi accusate a vario titolo di associazione mafiosa, estorsione, sequestro di persona, spaccio di droga, bancarotta fraudolenta e detenzione illegale di armi. A capo della locale di Bolzano ci sarebbe Mario Sergi ma l'organizzazione avrebbe gestito anche lo spaccio del trevigiano e della città di Padova in Veneto grazie alla collaborazione di Paolo Pasimeni.[37][38]
- 6 luglio 2020: operazione Quadrato 2 contro i Barbaro e i Papalia.[39]
- 2 novembre 2020: operazione Scarface contro i Barbaro-Papalia.[40]

## Esponenti di spicco
- Johnny Papalia (18 marzo 1924 – 31 maggio 1997)[41], boss dei Papalia ad Hamilton in Canada e capo-decina della Famiglia di Buffalo degli Stati Uniti, venne ucciso dal killer Ken Murdock.
- Frank Papalia (1930 - 2014)[42], boss dei Papalia ad Hamilton in Canada.
- Domenico Papalia (1945), detenuto con 41-bis. Fu il braccio destro di Paolo De Stefano. Il 2 novembre 1976 viene ucciso il boss Antonio D'Agostino, Papalia viene accusato dell'omicidio e processato. Inizia a gestire il traffico d'armi, droga e brillanti. Nel 1983 viene condannato definitivamente all'ergastolo per l'omicidio di D'Agostino. Nel 1993 gli vengono sequestrati beni del valore di 150 miliardi di lire insieme ai fratelli Rocco e Antonio. Il pentito Antonino Gio prima di suicidarsi nel 1994 scrive una lettera in cui scagiona Papalia dell'omicidio. Nel 2017, dopo 41 anni dall'omicidio D'Agostino, Papalia viene assolto dall'accusa per non aver commesso il fatto.
- Rocco Papalia (1950), detto u nginu, dal 1992 detenuto con il regime 41-bis e condannato all'ergastolo, pena poi ridotta, implicato nella "Duomo Connection", in un biglietto ritrovato nella cella di Agostino Catanzariti nel 2011 vi è scritto: "Agostino Catanzariti capo, Rocco Papalia Supercapo".[43] Viene scarcerato a maggio 2017, dopo 25 anni di carcere.[44][45] La Corte di cassazione il 16 settembre 2019 revoca la sorveglianza speciale istituita nei suoi confronti a dispetto di quanto ritenuto dalla procura generale.[46]
- Antonio Papalia (26 marzo 1954), detenuto al 41-bis. Implicato nella Duomo Connection. I suoi figli sono Pasquale (1979) e Domenico (1984), il primo è uscito dal carcere, condannato per associazione mafiosa, condannato con sei anni. Pasqualino ha sposato Giuseppina Pelle, figlia di Giuseppe Pelle e Marianna Barbaro e nipote di Francesco Barbaro.[47]
- Domenico Papalia, cugino dei Barbaro, detti Nigri.
- Michele Papalia (1981)
- Agostino Catanzariti (1947), negli anni settanta è coinvolto nella stagione dei sequestri di persona e viene condannato per il sequestro di Angelo Galli, Alberto Campari (1977), Giuseppe Scalari (1977), Evelina Cattaneo (1979), per cui viene arrestato il 24 maggio 1981. Esce dal carcere nel 2009.[43]
- Michele Grillo (1947), il 18 giugno 1987 viene condannato a 18 anni per il sequestro di Tullia Kauten.[43]
- Diego Rechichi, "luogotenente" di Rocco Papalia, viene arrestato nell'aprile 2013 per traffico di droga.[43]